# Giuseppe Battista
Giuseppe Battista (Grottaglie, 11 febbraio 1610 – Napoli, 6 marzo 1675) è stato un poeta italiano, marinista.

## Biografia
Compì i primi studi a Grottaglie, poi a sedici anni giunse a Napoli per seguire gli studi superiori. Studiò filosofia sotto la guida dei gesuiti, e si addottorò in teologia. 
Vestì l'abito da prete, secondo una consuetudine secentesca, ma non cercò benefici ecclesiastici e prebende, e si dedicò a tempo pieno alla poesia. Ereditò con atteggiamento di epigono tutti gli artifici del marinismo di più stretta osservanza, e si vantò di aver superato tutti nell'escogitare le più ardite iperboli e metafore, che difese nelle Lettere (Combi & La Noù, Venezia 1678). Il suo marinismo era talmente ortodosso da indurlo a riprendere come un luogo obbligato l'immagine contestatissima racchiusa nel famigerato verso di Claudio Achillini "Sudate, o fochi, a preparar metalli", che rende l'idea della fusione del metallo con l'immagine del fuoco che suda; suo è il verso "Non sudò foco a fabricar mai spade".
Dapprima canonico della collegiata di Grottaglie, si trasferì poi a Napoli, in casa di Francesco Caracciolo, principe di Avellino, dove risiedette per dieci anni. Frequentò l'Accademia dei Gelati, ma si distinse soprattutto presso l'Accademia degli Oziosi di Napoli; il principe di quell'accademia, Giovanni Battista Manso lo protesse benignamente e lo trattò con singolare favore, designandolo nel suo testamento editore dei propri manoscritti.
Concluso il decennio di servizio presso il principe di Avellino, Giuseppe Battista, vecchio, malato, e sempre più incline all'ingenita malinconia, si ritirò nella natia Grottaglie, dove aveva una casa in campagna; facendo tuttavia frequenti viaggi in altre città del Mezzogiorno. Proprio durante un viaggio verso Napoli fu colto dalla morte. Traslato a Napoli, fu qui sepolto nella chiesa di s. Lorenzo Maggiore.
Lasciò la cura dei propri manoscritti al nipote Simone Antonio Battista, anch'egli di Grottaglie, Accademico Ottenebrato di Napoli.

## Opere
La poesia di Giuseppe Battista è schietta espressione dell'animo dell'autore, malinconico e portato a un moralistico pessimismo. Tecnico tutt'altro che indefettibile, dietro molte immagini bislacche, metafore continuate e pigramente svolte (c'è chi ha intravisto nel suo marinismo addirittura un atteggiamento "passivo") fa tuttavia trasparire un pensiero autonomo, tormentato e nervoso, capace di un gioco analogico spesso suggestivo.
Esponente di spicco del tardo marinismo meridionale, è autore dell'opera in cinque sezioni Poesie meliche, uno dei grandi successi editoriali della seconda metà del secolo (le singole sezioni, pubblicate in volumi separati tra  il 1646 e il 1675 conobbero continue ristampe). Già diversi lettori secenteschi, tra cui Giovan Francesco Loredan e Francesco Fulvio Frugoni, colsero in quest'opera i segni di un marinismo in via d'esaurimento. Pur senza tributargli direttamente alcun omaggio, Pietro Casaburi Urries modellò il suo canzoniere Le Sirene (1676 e 1685) sulle poesie del Battista.
Battista coltivò anche la poesia latina.
Notevole importanza storica rivestono le Lettere del Battista, non solo per ciò che riguarda la vita del poeta, ma per le relazioni che egli ebbe coi letterati del tempo, soprattutto con l’Accademia degli Oziosi e col Manso. Non mancano lettere erudite; tra queste notevole quella sulla patria di Ennio, pubblicata nelle Lettere Memorabili di Michele Giustiniani e nel Parto dell'Orsa di Giovanni Francesco Bonomi.

## Un testo esemplificativo
(Giuseppe Battista, Democrito ed Eraclito)

## Opere

### Stampe antiche

#### Versi
Lirica italiana
- Poesie meliche
- 1646. Delle poesie meliche... Parte prima [-seconda]. In Venetia, per Francesco Baba, 2 voll.
- 1650. Poesie meliche di Giuseppe Battista [pubblicate da Lorenzo Crasso]. In Nap[oli], per Ettorre Ciconio. In-16°, [12 cc.,] 347 [-13] pp.
- 1653. Delle poesie meliche... Parte prima [-seconda]. In Venetia, per Francesco Baba, 2 voll.
- 1653. Delle poesie meliche... con la seconda parte... Seconda impressione -- Delle poesie meliche... parte seconda. [Poesie aggiunte dopo stampato l'indice]. In Venetia, per Francesco Baba, 2 voll. In-12°, 2 parti di [24 cc.,] 347 [11] pp. e 211 [-5] pp., front.
- 1659. Delle poesie meliche di Giuseppe Battista. Parte prima [-terza]. Terza impressione. Venetia, per li Baba, 3 voll.

Cioè:
1659. Delle poesie meliche di Giuseppe Battista. Parte prima. Terza impressione. Venetia, per li Baba. In-12°, [18 cc.,] 197 [-7] pp., front.
1659. Delle poesie meliche di Giuseppe Battista. Parte seconda. In Venetia, per li Baba. In-12°, 150 [-6] pp.
1659. Delle poesie meliche di Giuseppe Battista. Parte terza.... Venetia, per li heredi di Francesco Baba. In-12°, [8 cc.,] 267 [-13] pp.
- 1659-1664. Delle poesie meliche di Giuseppe Battista. Parte prima [-quarta]. Venetia, per li Baba, 4 voll. Del 1664 è Delle poesie meliche... Parte quarta..., In Venetia, per li Baba. In-12°, [2 cc.,] 308 pp.
- 1665-1666. Delle poesie meliche di Giuseppe Battista. Parte prima [-quarta]. Quarta impressione. In Venetia, presso Abbondio Menafoglio e Valentino Mortali, 4 voll. Del 1666, con la menzione "quarta impressione" è Delle poesie meliche... Parte quarta... Quarta impressione, In Venetia, presso Abbondio Menafoglio e Valentino Mortali. In-12°, front. Le altre parti recano la data 1665 senza numero di edizione.
- 1670. Delle poesie meliche... parte quinta. In Bologna, per Gioseffo Longhi. In-12°, [2 cc.,] 240 pp.
- 1675. Delle poesie meliche... parte quinta. [Espressioni affettuose d'amici eruditi]. In Bologna, & in Parma, per Pietro del Frate e Galeazzo Rosati. In-12°, 240 pp., ill.

- Epicedi eroici
- 1667. Epicedj eroici, poesie... Sonetti epidittici d'illustri ingegni, dirizzati al signor Giuseppe Battista [con le risposte]. Venetia, presso Combi e La Noù. In-12°, 2 parti di 355 [-2] e 38 [-2] pp., front.
- 1668. Epicedi eroici, poesie.... In Venetia & in Bologna, presso Gio. Battista Ferroni, ad instanza di Gioseffo Longhi. In-12°, 262 [-2] pp.
- 1669. Epicedi eroici, poesie... ristampate con ogni diligente correzione, e con nuova giunta... In Bologna, per l'erede di Domenico Barbieri. In-16°, [6 cc.,] 402 [-2] pp.

- Poetica
- 1676. Poetica di Giuseppe Battista data in luce da Simon-Antonio Battista, nipote dell'autore, dopo sua morte.... Venetia, presso Combi et La Noù. In-12°, 329 pp.

Versi latini
- 1646. Epigrammatum centuria prima. Venetiis, apud S. Savionum.
- 1659. Epigrammatum centuria prima -secunda. Venetiis, apud Baba.

#### Prose
Agiografie
- Beato Felice
- 1654. Vita del beato Felice, cappuccino, scritta con diverse uscite.... In Venetia, per il Baba, all'insegna del Giesù. In-12°, 235 pp., front.
- 1667. La vita del beato Felice, cappuccino.... In Venet[ia], & in Palermo, per l'Isola. In-12°, 384 pp., front. Dedica firmata: «Fra Mauro di Monreale cappucino».
Giovanni Battista
- 1659. Il Giovanni Battista.... Venetia, per li heredi di Francesco Baba. In-12°, [8 cc.,] 236 pp., front.

Critica
- 1667. Parere... intorno alle... poesie di Giovanfrancesco Bonomi riprovanti un invito in corte, in Giovanni Francesco Bonomi, Del parto dell'orsa... parte prima, Bologna, in-12°.

Discorsi accademici
- 1673. Le giornate accademiche, prose... Segue: Delle giornate accademiche. Parte seconda. Venetia, presso Combi & La Noù. In-12°, 2 parti di [4 cc.,] 237 e 315 pp., front.

Lettere
- 1677. Lettere. Venezia, ?.
- 1678. Lettere. Opera postuma & ultima, estratte alla luce da Simon-Antonio Battista, nipote dell'autore. In Bologna, per Gio. Recaldini. In-12°, [3 cc.,] 273 [-7] pp., tit. fig.
- 1678. Lettere. Opera postuma & ultima, estratte alla luce da Simon-Antonio Battista. Venetia, presso Combi & La Noù. In-12°, [6 cc.,] 367 [-13] pp., front., rit.

#### Teatro
- 1675. L'Assalone di Giuseppe Battista [pubblicato da Simon-Antonio Battista, suo nipote, con alcuni componimenti di diversi autori].... Venetia, presso Combi & La Noù. In-12°, [4 cc.,] 151 [-1] pp. Tragedia biblica.

### Edizioni moderne
- 1991. G. B., Opere, a cura di Gino Rizzo, Congedo ed., "Biblioteca di scrittori salentini", I, 2, Galatina. Cm. 24, pp. 623. Riproduce interamente le parti I e IV delle Poesie meliche, in antologia le parti III e V, gli Epicedii eroici e, dalle Lettere, le missive a Giovanni Battista Manso. Ampia introduzione (pp. 11-66) con nota biobibliografica e filologica; note esegetiche, onomastiche e glossario (pp. 463-622) [Bibliografia Generale della Lingua e della Letteratura Italiana (BiGLLI), Enrico Malato cur., Salerno, Roma 1991, I].